# Stethynium pygmaeum
Stethynium pygmaeum är en stekelart som beskrevs av Girault 1938. Stethynium pygmaeum ingår i släktet Stethynium och familjen dvärgsteklar. Inga underarter finns listade i Catalogue of Life.